# Nekcsei Sándor
Nekcsei Sándor (? – 1326 körül) kőszegi várnagy, Nekcsei Demeter tárnokmester testvére. Az Aba nemzetség Lipóci ágából származott, családja eleinte a Lipóci nevet használta. Apja id. Nekcsei Sándor, aki Kán László erdélyi vajda nővérét vette nőül. Összesen négyen voltak testvérek. Nekcsei a 14. század legelején I. Károly híve volt, s a rozgonyi csata egyik parancsnoka volt.